# Blohm & Voss BV 143
Il Blohm & Voss Bv 143 era un missile aviotrasportato, dotato di propulsione a razzo, realizzato dall'azienda tedesca Blohm & Voss negli anni quaranta e rimasto allo stadio di prototipo.
Caratterizzato dall'adozione di superfici alari, aveva il compito di planare fino a raggiungere la superficie del mare per poi continuare il volo verso l'obiettivo grazie alla propulsione a razzo.

## Storia del progetto
Negli anni quaranta il Reichsluftfahrtministerium commissionò uno studio per poter migliorare la tecnologia delle armi antinave aerotrasportate. In particolare, si voleva realizzare un'arma capace di colpire obiettivi navali che avesse le caratteristiche di approccio all'obiettivo di un siluro, ma con un maggior raggio d'azione, in modo da garantire al velivolo che lo sganciava una maggiore sicurezza nei confronti delle armi antiaeree delle unità navali attaccate.
La soluzione tecnica intrapresa dalla Blohm & Voss fu quella di sviluppare un missile dotato di un'ala media per il volo librato e di un sistema di propulsione a razzo.
L'ordigno, che univa le caratteristiche tipiche del siluro a quelle delle bombe plananti e dei missili, seguiva due fasi distinte per l'approccio all'obiettivo. Dapprima veniva sganciato da un aeroplano, che gli forniva la direzione come a un normale siluro, quindi planava verso il pelo dell'acqua, grazie alla portanza garantita dalle ali, per poi accendere il motore a razzo e proseguire la corsa appena sopra la superficie del mare. Un lungo braccio, incernierato nella parte inferiore dell'ordigno, comandava l'equilibratore per portare il missile su una traiettoria orizzontale, e contemporaneamente provvedeva all'accensione del motore a razzo, non appena la sua estremità libera toccava la superficie del mare. Il Bv 143 accelerava quindi rapidamente, mantenuto appena sopra la superficie delle onde dai comandi impressi ai timoni di profondità dal braccio articolato, in modo da colpire l'obiettivo appena sopra la linea di galleggiamento.
Le prove condotte rivelarono l'impossibilità di deviare in tempo il missile dalla sua traiettoria di discesa, in rapporto alla lunghezza massima adottabile in pratica per il braccio incernierato, e il progetto venne abbandonato nel 1943.

## Versioni
BV 143 A
Versione aria-nave realizzata in 250 esemplari e testati dal febbraio 1941.
BV 143 B
Versione nave-nave installata su catapulta realizzata in un solo esemplare.